# Dendrocoptes
Dendrocoptes es un género de aves piciformes perteneciente a la familia Picidae. Sus miembros son pájaros carpinteros nativos de Eurasia. Las tres especies integrantes del género se clasificaban anteriormente en el género Dendrocopos.

## Especies
Las tres especies que componen el género son:
- Dendrocoptes dorae - pico árabe;
- Dendrocoptes auriceps - pico frentipardo;
- Dendrocoptes medius - pico mediano.